# フランソワ・リギョール
フランソワ・アルフレ・デジレ・リギョール（François-Alfred-Désiré Ligneul、1847年9月1日 - 1922年7月25日）は、フランスの神父、パリ外国宣教会に所属していた。来日し、32年間滞在し、築地の神学校校長を務め、サン・モール会指導、カトリック出版物の刊行を行った。また、論争家として知られた。

## 生涯
1847年9月1日フランスパリ近郊シャルトル司教区の豪農の家庭に生まれる。サン・シェロンの小神学校、シャルトルの大神学校に学ぶ。1871年（明治4年）司祭叙階。同時に母校の小神学校教授に就任し、8年間ラテン語を教えた。1879年（明治12年）パリ外国宣教会入会。1880年（明治13年）から1912年（明治45年）まで32年間日本に滞在した。来日直後数ケ月日本語を学んだのち、東京築地の神学校校長及びサン・モール会修院付き司祭となった教会が京橋小田原町に設営した低所得者用病室や目黒のハンセン病病院の患者訪問を日課とした。1889年（明治22年）から5年間週刊雑誌「天主の番兵」を発行した。また、1893年（明治26年）東京帝国大学教授井上哲次郎によるキリスト教排斥論に対抗し『宗教と国家』を著したが内務省指令により発禁処分を受けた。1894年（明治27年）からは雑誌「聲」の編集長に就任。その傍ら、『理想の靑年』、『敎育哲學』など哲学、神学、歴史に関する数十冊の単行本を約15年にわたり発行した。1898年（明治31年）には帝国教育協会に要請され東京市の学校長会で約10回の講演を行った。1906年（明治39年）から6年間、宣教師や修道女の黙想指導を実施。1912年（明治45年）香港のナザレトの家に隠退。司牧の傍ら日本語による著作を発表した。1922年（大正7年）7月25日香港にて死去。香港のパリ外国宣教会経営のベタニア療養所の墓地に埋葬。

## 著書
- 金書 一名・謙遜乃道引 公友社、1888年
- 愛國の真理 一名・闢妄正義 文海堂、1896年
- 事蹟以前以後之歴史 文海堂、1896年 三才社、1908年
- 哲學論綱 文海堂、1897年
- 國家盛衰之原理 文海堂、1897年
- 希露離敎論 文海堂、1897年
- 警世時論 文海堂、1898年
- 學理無能論 文海堂、1898年
- 理想の靑年 大倉分店、1898年 石川音次郎、1901年
- 古事新論 石川音次郎、1899年
- 処世哲學 石川音次郎、1900年
- 敎育哲學講義 東洋社、1902年
- 四ツ目屋事件と現今の學説 敎友会、1902年
- 神學綱要 永界 通俗宗敎談発行所、1904年
- 神學綱要 神 通俗宗敎談発行所、1904年
- 神學綱要 敎會 通俗宗敎談発行所、1904年
- 神學綱要 倫理神学・倫理の原理 通俗宗敎談発行所、1905年
- 神學綱要 倫理神学倫理の實行 通俗宗敎談発行所、1905年
- 神學綱要 倫理神学対神之義務 通俗宗敎談発行所、1905年
- 革命の準備 昌平館、1906年
- 神學綱要 倫理神學対人の義務 通俗宗敎談発行所、1906年
- 神學綱要 神秘神學超自然の寵恩 通俗宗敎談発行所、1906年
- 神學綱要 神秘神学洗礼堅振及聖体 天主公敎會、1907年
- 神學綱要 神秘神學悔悛及終油 通俗宗敎談発行所、1908年
- 神學綱要 三才社、1908年
- トラピスト 三才社、1909年
- ジヤンダーク 敎學研鑽和佛協会、1910年
- トラピストの精神 聖若瑟敎育院、1912年
- 人物の修養 山口鹿三、1915年
- 消星者 聖若瑟敎育院、1916年
- スコラ哲學論綱 木鐸舘、1917年
- 實踐哲學 聖若瑟敎育院、1918年
- 世界の新主權者 一名・新らしき神 岡田松次郎、1923年